# بلدة شيرمان (مقاطعة سانت جوزيف)
شيرمان، مقاطعة سانت جوزيف (بالإنجليزية: Sherman Township, St. Joseph County, Michigan)‏ هي بلدة تقع بولاية ميشيغان في الولايات المتحدة. تبلغ مساحتها 90.6 (كم²)، وترتفع عن سطح البحر 292 م، بلغ عدد سكانها 3248 نسمة في عام تعداد الولايات المتحدة 2000 حسب إحصاء مكتب تعداد الولايات المتحدة وتصل الكثافة السكانية فيها 37.9 نسمة/كم2.

## وصلات خارجية
- The US50 - Cities and Towns in Michigan State
- Michigan Cities and Towns, Facts, Map, Flag, Colleges, Government, and More